# Могадор (театр)
«Могадо́р» (фр. Le théâtre Mogador) — театр в Париже, Франция. Расположен в доме номер 25 на одноимённой улице в IX округе города. Построен в 1913—1919 гг. по проекту архитектора Берти Крю.

## История
Строительство театра началось в 1913 году на средства импресарио Альфреда Бутта на арендованном им участке, где ранее располагалась конюшня. Здание спроектировано архитектором Берти Крю по типу лондонского мюзик-холла «Палладиум».
Театр открылся 21 апреля 1919 года спектаклем «Привет, Париж!». На нём присутствовали нынешний президент США Вудро Вильсон, прибывший во Францию для подписания Версальского договора, и будущий — Франклин Рузвельт. Первоначально театр именовался «Дворцовым театром» (фр. Le Palace Théâtre), но вскоре был переименован в «Могадор».
В 1922 году под дирижёрством Эрнеста Ансерме в театре проходят гастроли «Русского балета Дягилева». Компания в вечернее время представляла публике «Петрушку», «Шехеразаду», «Спящую красавицу» и «Послеполуденный отдых фавна». В дневные часы шли репертуарные постановки театра.
В 1941 году руководителем театра становится Анри Варна. В период его директорства «Могадор» становится известным за рубежом, благодаря таким постановкам, как «Царские фиалки», «Михаил Строгов», «Весёлая вдова», «Любители Венеции» и др.
В 1983 году театр впервые подвергается реконструкции.
В 2002 году в «Могадоре» состоялась церемония вручения французской театральной премии «Мольер». Церемонии 2003-го, 2005-го и 2006 года также состоялись в этом театре.
В 2005 году собственником театра становится театральная компания «Stage Entertainment». В связи с этим она формирует «дочку» во Франции под названием «Stage Entertainment France», которая проводит в театре капитальную реконструкцию: замена кресел в зрительном зале, расширение некоторых помещений, общий ремонт. Также в фойе театра создали экспозицию из 65 картин современных художников.
«Могадор» вновь открылся 22 сентября 2007 года национальной премьерой мюзикла «Король лев». В последующие годы «Stage Entertainment France» ставила и другие лицензионные постановки: «Mamma Mia!» (2010—2012), «Действуй, сестра!» (2012—2013), «Красавица и чудовище» (2013—2014). С 16 октября 2014 года в театре идёт прокат мюзикла «Танец вампиров».
В сезоне 2015—2016 годов в этом театре идёт мюзикл Эндрю Ллойд-Уэбера «Кошки».
Сезон же 2016—2017 годов «Stage Entertainment-France» планирует открыть премьерой легендарного «Призрака Оперы»: в год своего тридцатилетия этот мюзикл впервые приедет в город, где, по сюжету, и происходит его действие.

## Основные постановки
- 1919: «Привет, Париж!»
- 1922: «Русский балет Дягилева»
- 1923: «Синяя птица»
- 1926: «Баядерка»
- 1931: «Орфей в аду»
- 1947: «Царские фиалки»
- 1950: «Весёлая вдова»
- 1964: «Михаил Строгов»
- 1972: «Хелло, Долли!»
- 1973: «Мещанин во дворянстве»
- 1978: «Господин Пунтила и его слуга Матти»
- 1978: «Страна улыбок»
- 1980: «The Shadows»
- 1983: «Сирано де Бержерак»
- 1987: «Кабаре»
- 1991: «Отверженные»
- 1993: «Стармания» (Возрождённая)
- 1993: «Целуй меня, Кэт»
- 1994: «Моя прекрасная леди»
- 2001: «Нотр-Дам де Пари» (Возрождённая)

### «Stage Entertainment France»
- 2007: «Король лев»
- 2010: «Mamma Mia!»
- 2012: «Действуй, сестра!»
- 2013: «Красавица и чудовище»
- 2014: «Танец вампиров»
- 2015: «Кошки»
- 2016: «Призрак Оперы»

## Технические данные
- Вместимость зрительного зала: 1600 человек[4];
- Площадь сцены: 260м²[4];
- Размеры сцены: 10,7м (ширина) и 12,7 (глубина)[1].